# Coalinga
Coalinga, fundada en 1906, es una ciudad ubicada en el condado de Fresno en el estado estadounidense de California. En el año 2000 tenía una población de 18,061 habitantes y una densidad poblacional de 1,165.22 personas por km².

## Geografía
Coalinga se encuentra ubicada en las coordenadas 36°8′N 120°21′O / 36.133, -120.350. Según la Oficina del Censo, la ciudad tiene un área total de 15,5 km² (6 mi²), de la cual 15,5 km² (6 mi²) es tierra y 0 km² (0 mi²) (0%) es agua.

## Demografía
Según la Oficina del Censo en 2000 los ingresos medios por hogar en la localidad eran de $41,208.